# 野沢橋
野沢橋（のざわばし）は、長野県佐久市市原 - 中込の千曲川に架かる長野県道144号本町中込停車場線の橋長167 m（メートル）の桁橋。

## 概要
現橋
- 形式 - 鋼3径間連続箱桁橋
- 橋長 - 167.0 m
  - 支間割 - 55.0 m + 55.2 m + 55.0 m
- 幅員 - 15.00 m
  - 車道 - 10.00 m
  - 歩道 - 両側2.50 m
- 床版 - 鉄筋コンクリート
- 施工 - 駒井鉄工・日本鋼管・松尾橋梁
- 架設工法 - トラッククレーンベント工法

旧橋
- 形式 - 鋼4径間単純ポニーワーレントラス橋
- 橋格 - 三等橋
- 橋長 - 164.0 m
  - 支間割 - 4×40.23 m
- 幅員 - 5.5 m
- 施工 - 日本橋梁（上部工）・鹿熊組（下部工）

## 歴史
佐久甲州街道にあって千曲川を渡る橋として重要な地位を占めた。江戸時代には、1729年（享保14年）に水害のために流失したという記録が残されている。
明治時代には、1870年（明治3年）7月に流失し、1871年（明治4年）9月に仮橋となった。
1881年（明治14年）3月に橋長136 m、幅員2.5 mの木橋となった。
1890年（明治23年）1月25日に橋長164 m、幅員5.5 mに本格的な木造方杖橋となったが、1898年（明治31年）に流失し、しばらく渡船に頼ることになった。
1901年（明治34年）に橋長167 m、幅員3.9 mの木造方杖橋が架橋された。これは、木造ながら近代的構造を採用した下路ハウトラス橋であった。これは1910年（明治43年）に橋長163 mとなった。
1927年（昭和2年）12月18日、鋼単純ポニートラス橋4連に架け替えられた。これは、当時の南佐久郡内で最初の永久橋である。後年に歩道橋が併設された。
この旧橋は1999年（平成11年）に撤去され、2000年（平成12年）9月25日に新橋が同じ位置に開通した。